# Sigilografie
Sigilografia sau sfragistica (gr. sfragis sau lat. sigillium, i - sigiliu, pecete) este știința auxiliară a istoriei având drept obiect de cercetare atât matricele, cât și impresiunile sigiliare, care sunt studiate din toate punctele de vedere: istoric, artistic, tehnic, diplomatic. Tot această știință se ocupă și de modalitățile de aplicare ale sigiliului, de depistarea falsurilor sigiliare precum și de conservarea și restaurarea lor.
Sigilografia apare în perioada medievală ca o necesitate de a putea autentifica documentele originale de cele falsificate. Astfel, în lucrarea sa, De re diplomatica (libri VI) din 1681, Jean Mabillon, întemeietorul diplomaticii, prezenta și importanța sigiliilor pentru validarea actelor. 
În secolul al XVIII-lea apar o seamă de cataloage și albume sigilografice, realizate de către colecționari pasionați, în care erau reproduse diverse sigilii sau matrițe sigilare, însă cel care fundamentează sigilografia ca știință auxiliară a istoriei este socotit J. S. Heineccius (Heineck), cu lucrarea sa De veteribus Germanorum aliarumque nationum sigilis (Frankfurt - Leipzig, 1709). După apariția lucrării, sigilografia a devenit un domeniu curent de cercetare. În secolul XIX și la începutul secolului XX au apărut și o serie de manuale aflate în uz și astăzi ale lui Theodor Ilgen, Joseph Roman, Wilhelm Ewald.

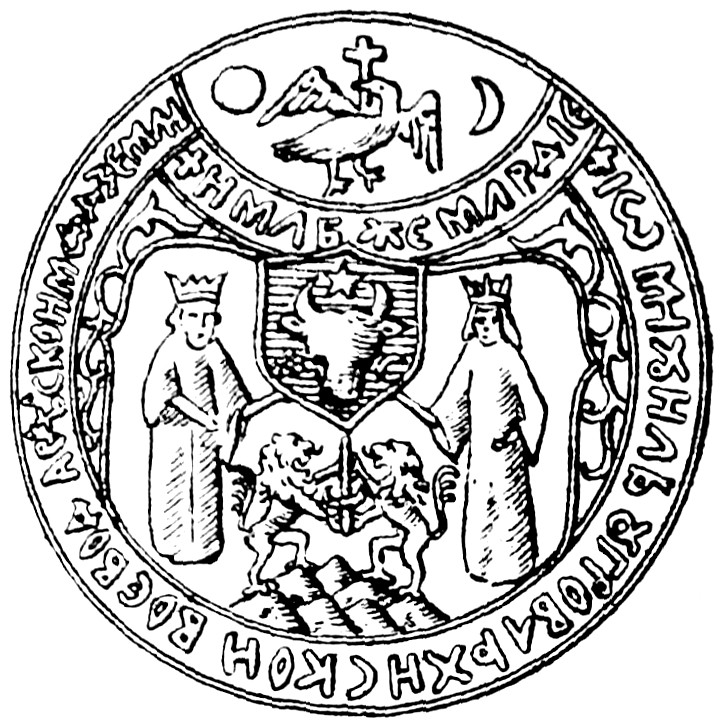
Sigiliul lui Mihai Viteazul, cuprinzând simbolurile stemelor celor trei ţări române unite

În țările române primele studii în această direcție le întreprinde Iosif Benko care, în partea a doua a lucrării sale Transilvania (Viena, 1778), ar fi trebuit să conțină studii de sigilii. Din nefericire, în ciuda eforturilor autorului, această parte nu a apărut niciodată însă, cunoscută fiind în anumite cercuri de interesați, a dat un serios impuls în vederea culegerii de materiale sigilogragice.
Un secol mai târziu sigilografia se dezvoltă impresionant după semnalul tras de Gheorghe Asachi, pasionat de heraldică și genealogie, care întrevede foarte bine importanța sigilografiei în dezvoltarea acestor științe mult mai populare în mediile științifice românești ale acelei perioade. După mijlocul secolului al XIX-lea apar mai multe expoziții de sigilii și matrițe sigilare, precum și câteva studii și lucrări ale istoricilor Ioan Bogdan, V. A. Urechia, Bogdan Petriceicu Hașdeu, Dumitru A. Sturdza, Constantin Moisil. V. A. Urechia, în lucrarea sa Schițe de sigilografie românească (1891) are meritul de a fi deschis șirul preocupărilor pentru sigiliile cu stema unită a Moldovei și Țării Românești și de a fi introdus și la Universitatea din București noțiuni de sigilografie, iar Constantin Moisil, întemeietorul științei moderne, vede în sigilografie "sora [[Numismatic[|numismaticii]]".
În secolul XX, sigilografia românească devine tot mai importantă, atât pe plan intern cât și extern, mulți cercetători aducând în prim plan importanța și necesitatea studierii peceților în cunoașterea istorică. Printre numele mari ce au studiat această disciplină auxliară a istoriei se remarcă: Aurelian Sacerdoțeanu, Emil Vîrtosu, Jean N. Mănescu, Dumitru Ciurea, Sigismund Jakó, Maria Dogaru.
Un tip aparte de sigiliu este sigiliul bizantin ce apare în perioada romano-bizantină și se extinde la scară mare în perioada Imperiului Bizantin. Sigilografia bizantină începe să fie apreciată la sfârșitul secolului al XIX-lea când este publicată lucrarea lui Gustave Schlumberger sub numele de "Sigillographie de L'Empire Byzantine" (1884).
În România, preocupări cu privire la sigilografia bizantină au avut: Ion Barnea, Vsile Culică, Ion Mititelu etc.